# Willcox
Willcox ist eine Stadt im Cochise County im US-Bundesstaat Arizona.
Das U.S. Census Bureau hat bei der Volkszählung 2020 eine Einwohnerzahl von 3.213 ermittelt.
Willcox hat eine Fläche von 15,8 km². Die Bevölkerungsdichte liegt bei 207 Einwohnern pro km².

## Geschichte
Der Ort wurde 1880 unter dem Namen Maley an der Southern Pacific Railroad gegründet und 1889 zu Ehren von General Orlando Bolivar Willcox umbenannt.

## Verkehr
Willcox liegt an der Interstate 10 und an der Arizona State Route 186. Der Cochise Airport liegt ebenfalls in Willcox. 

## Söhne und Töchter der Stadt
- Rex Allen (1920–1999), Country-Sänger und Schauspieler
- Lilly McElroy (* 1980), Fotografin und Aktionskünstlerin